# A Different Kind of Weather
A Different Kind of Weather è il terzo e ultimo album del gruppo musicale britannico The Dream Academy, pubblicato dalla Blanco y Negro Records e dalla Reprise nel 1990.

## Descrizione
L'album segnò il ritorno di David Gilmour alla produzione, sei anni dopo l'album di debutto. Pubblicato il 15 giugno 1990 e caratterizzato dagli omaggi a John Lennon e a Tim Hardin, per promuoverne l'uscita la band effettuò nel 1991 il primo e unico tour nel Regno Unito. Non riuscì però a entrare nelle classifiche ed ebbe riscontri critici piuttosto tiepidi.
Composto, come Remembrance Days, da undici brani, dall'album furono ricavati due singoli e due video musicali.

## Accoglienza critica
| Recensione                    | Giudizio |
| ----------------------------- | -------- |
| AllMusic                      |          |
| Encyclopedia of Popular Music |          |
| Orlando Sentinel              |          |
| Ottawa Citizens               |          |
| The Rolling Stone Album Guide |          |

Ira Robbins del Trouser Press scrisse che «l'oboe e il sax soprano suonati dalla St John's sono un antidoto efficace all'insensibilità, ma il materiale languido è quasi privo di carattere, relegando l'album in un'atmosfera profumata realizzata per i vecchi nostalgici». Alan Niester, nella recensione su The Globe and Mail del 4 marzo 1991 scrisse che l'album «rievoca il periodo del progressive rock britannico senza copiare specificamente nessuna band». Craig Semon, su Telegram & Gazette del 3 febbraio 1991, notò che «i Dream Academy hanno compiuto una svolta verso la neopsichedelia».
Altre recensioni furono quelle di Evelyn Erskine su Ottawa Citizens del 25 gennaio 1991 e David Smith di Orlando Sentinel del 15 febbraio 1991.

## Tracce
Lato A
1. Love – 3:43 (John Lennon)
2. Mercy Killing – 4:40 (Nick Laird-Clowes, Gilbert Gabriel)
3. Lucy September – 3:06 (Nick Laird-Clowes, Gilbert Gabriel)
4. Gaby Says – 5:03 (Nick Laird-Clowes, Gilbert Gabriel)
5. Waterloo – 5:00 (Nick Laird-Clowes, Gilbert Gabriel)

Durata totale: 21:32
Lato B
1. Twelve-Eight Angel – 4:18 (Nick Laird-Clowes, David Gilmour)
2. St. Valentine's Day – 2:45 (Nick Laird-Clowes, Gilbert Gabriel)
3. It'll Never Happen Again – 3:31 (Tim Hardin)
4. Forest Fire – 4:15 (Nick Laird-Clowes, Gilbert Gabriel)
5. Lowlands – 3:46 (Nick Laird-Clowes, Gilbert Gabriel)
6. Not for Second Prize – 2:54 (Nick Laird-Clowes)

Durata totale: 21:29

## Formazione
I crediti sono ripresi dalla pubblicazione originale.

### Componenti dei The Dream Academy
- Gilbert Gabriel – tastiere, voce
- Nick Laird-Clowes – chitarre, armonica, voce
- Kate St John - pianoforte, sax tenore, oboe, corno inglese, fisarmonica

### Musicisti aggiunti
- Steve Lambert – chitarra, arpa in Love e Forest Fire
- David Gilmour – chitarra in Mercy Killing, basso in It'll Never Happen Again e Forest Fire
- Guy Pratt – basso in Mercy Killing, Lucy September e Lowlands
- Pino Palladino – basso in St. Valentine's Day e Forest Fire
- Pete Thomas – batteria, tamburello in Mercy Killing
- Gary Wallace – batteria in Lowlands
- Ben Hoffnung – percussioni in Lowlands
- Jon Carin – tastiere, organo in St. Valentine's Day
- David Coulter – ukulele in Waterloo
- Muzzy Ismail – campana in Love
- Guarangi Devi Dasi, Poly Styrene – coro in Love